# Stirling Lines
Stirling Lines è un'installazione militare dell'esercito britannico situata a Credenhill, vicino Hereford, nella contea di Herefordshire. La base ospita il 22º Reggimento dello Special Air Service, i corpi speciali dell'esercito.
La caserma prende il nome dal colonnello David Stirling, fondatore dell'omonimo corpo speciale.